# Energia a Luxemburg
Energia a Luxemburg descriu l'energia i l'electricitat junt amb la producció, el consum i la importació a Luxemburg. El país és importador net d'energia. El consum d'energia primària a Luxemburg era de 48 kWh el 2009, o 98 kWh per milió d'habitants.

## Descripció
| Energia a Luxemburg                                          | Energia a Luxemburg | Energia a Luxemburg | Energia a Luxemburg | Energia a Luxemburg | Energia a Luxemburg | Energia a Luxemburg |
|                                                              | Capital             | Energia prim.       | Producció           | Importació          | Electricitat        | Emissió CO₂-emissió |
|                                                              | Milions             | kWh                 | kWh                 | kWh                 | kWh                 | Mt                  |
| ------------------------------------------------------------ | ------------------- | ------------------- | ------------------- | ------------------- | ------------------- | ------------------- |
| 2004                                                         | 0.45                | 55                  | 0.8                 | 54                  | 7.5                 | 11.3                |
| 2007                                                         | 0.48                | 49                  | 0.9                 | 53                  | 7.8                 | 10.7                |
| 2008                                                         | 0.49                | 48                  | 0.9                 | 52                  | 7.8                 | 10.4                |
| 2009                                                         | 0.50                | 46                  | 1.3                 | 50                  | 7.2                 | 10.0                |
| 2012                                                         | 0.52                | 48                  | 1.4                 | 52                  | 8.05                | 10.43               |
| Canvi 2004-09                                                | 11.1 %              | -16.8 %             | 57.1 %              | -8.6 %              | -3.8 %              | -11.4 %             |
| Nota = 11.63 kWh, Energia prim. inclou les pèrdues d'energia |                     |                     |                     |                     |                     |                     |

No hi va haver disminució de les emissions de canvi climàtic de gas (CO₂) des de l'any 2008 al 2012 a Luxemburg. No hi havia millor eficiència en l'ús de l'electricitat des de 2008 al 2012.

## Electricitat
L'any 2008, el consum d'electricitat per persona a Luxemburg era 2,6 vegades més gran que al Regne Unit.

## Energia renovable
Luxemburg és el país de la Unió Europea amb la segona previsió més petita de les energies renovables, amb el PANER assumint que solament el 12% del consum elèctric serà cobert per fonts renovables el 2020.
La capacitat instal·lada d'energia eòlica a la fi de 2010 va cobrir una mitjana de l'1.1% del consum d'electricitat, que es troba entre els més baixos d'Europa, solament Letònia, República Txeca, Finlàndia, Eslovàquia, Eslovènia i la República de Malta generen una part més petita de la seva electricitat d'energia eòlica. En comparació, Irlanda va poder, l'any 2010, generar-ne més de la meitat de la seva electricitat sota condicions de vent òptimes.

## Canvi climàtic
Les emissions de diòxid de carboni en resum, per capita en 2007 van ser de 22,4 tones de (CO₂) en comparació amb la Unió Europea: 27 amb una mitjana de 7,9 tones de (CO₂). Les emissions de 1990 van ser de 13 Mt de (CO₂). L'objectiu del Protocol de Kyoto és la reducció a 4 Mt (28%).